# اختبار تحدي قصبي
اختبار تحدي قصبي هو اختبار طبي يستخدم للمساعدة في تشخيص الربو. حيث يتنفس المريض في بخاخات الميثاكولين أو الهيستامين. وبالتالي يمكن أيضًا تسمية الاختبار باسم اختبار تحدي الميثاكولين أو اختبار تحدي الهيستامين على التوالي. كلا الدوائين يثيران تضيق القصبات الهوائية ، أو تضييق الشعب الهوائية. في حين أن الهستامين يسبب إفراز الغشاء المخاطي للأنف والقصبة الهوائية وتضيق القصبات الهوائية عبر مستقبلات H1 ، يستخدم الميثاكولين مستقبلات M3 لتضيق القصبات الهوائية. يمكن بعد ذلك قياس درجة الضيق بواسطة قياس التنفس. الأشخاص الذين يعانون من فرط نشاط مجرى الهواء الموجود مسبقًا ، مثل المصابين بالربو ، سيتفاعلون مع جرعات منخفضة من المخدرات.
إن اختبار تحدي الشعب الهوائية يتطلب جهداً بدنياً ، ويمكن أن تتأثر النتائج بضعف العضلات أو استنفادها. يمكن لعقار الاستنشاق أن يحفز مجرى الهواء العلوي بدرجة كافية للتسبب في السعال العنيف. هذا يمكن أن يجعل قياس التنفس صعبا أو مستحيلا. ويتجنب هذا الاختبار في المرضى الذين يعانون من انسداد مجرى الهواء الحاد بسبب تفاقم واضح للعرقلة. وأيضا للذين يعانون من وجود تمدد الوعاء الدموي الأبهري ، لأن قياس التنفس سيزيد من ضغط الدم ، بما يتناسب مع كل من جهد المريض ودرجة انسداد في الرئتين.